# Zhang Juzheng
Zhang Juzheng (張居正S, Zhāng JūzhèngP, nome di cortesia Shuda 叔大S, ShūdàP, pseudonimo Taiyue 太岳S, TàiyuèP; Jiangling, 26 maggio 1525 – Beijing, 9 luglio 1582) è stato un politico cinese, che servì come Gran Segretario Anziano nella tarda dinastia Ming, durante i regni degli imperatori Longqing e Wanli.
Rappresentava quello che potrebbe essere definito il "nuovo legalismo", con l'obiettivo di garantire che la nobiltà lavorasse per lo stato. Alludendo alle valutazioni delle prestazioni, disse: "Tutti parlano di responsabilità reale, ma senza un chiaro sistema di ricompensa e punizione, chi rischierà la vita e le difficoltà per il paese?" Uno dei suoi obiettivi principali era quello di riformare la nobiltà e razionalizzare la burocrazia insieme al suo rivale politico Gao Gong, che era preoccupato che gli uffici fornissero entrate con poca responsabilità. Prendendo l'imperatore Hongwu come suo standard e governando come primo ministro de facto, il suo vero significato storico deriva dalla sua centralizzazione delle riforme esistenti, volte a rinforzare il potere assoluto dell'imperatore e diminuire quello dei corrotti funzionari locali, posizionando l'agenzia riformatrice dello stato su quella della nobiltà, l'idea "legalista" della sovranità dello stato.
L'imperatore Wanli lo rispettava profondamente come mentore e stimato ministro. Durante i primi dieci anni dell'era Wanli, l'economia e il potere militare della dinastia Ming prosperarono in un modo che non si vedeva dai tempi dell'imperatore Yongle e della regola di Ren e Xuan dal 1402 al 1435. Tuttavia, dopo la sua morte, l'imperatore Wanli si sentì libero di agire in modo indipendente e invertì molti dei suoi miglioramenti amministrativi.

## Biografia

### Gli inizi della carriera

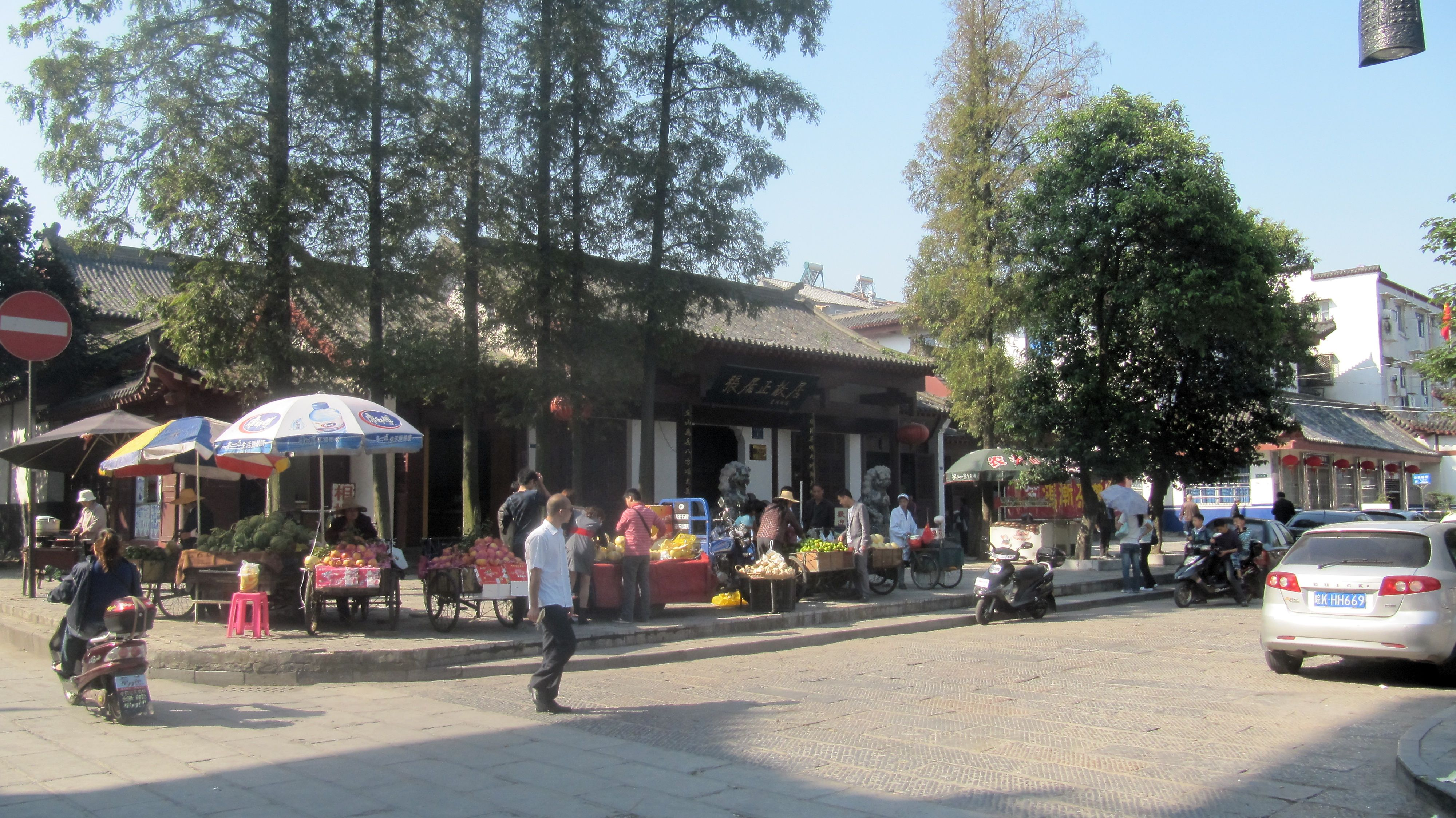
L'ex residenza di Zhang Juzheng a Jingzhou, Hubei.

Zhang Juzheng nacque nella contea di Jiangling, Huguang, nell'odierna Jingzhou, provincia di Hubei, nel 1525. Figlio di Zhang Wenming e Zhao Shi, era famoso per la sua intelligenza in tenera età, superando gli esami shengyuan della contea all'età di 12 anni e iscrivendosi agli esami di giurisprudenza provinciale l'anno successivo, dove il capo esaminatore non riuscì a impedirgli di diventare compiacente. Infine, nel 1547, superò l'esame imperiale e fu nominato redattore dell'Accademia Hanlin. Si sposò con Gu Shi ed ebbe tre figli: Zhang Sixiu, Zhang Maoxiu e Zhang Jingxiu.
Fu coinvolto in profondi disordini politici fin dall'inizio della sua carriera, a causa del frazionismo prevalente nella burocrazia Ming all'epoca dell'imperatore Longqing. Fu uno dei pochi funzionari che aveva rapporti cordiali sia con Yan Song che con Xu Jie, i leader delle rispettive fazioni, ma alla fine aiutò Xu a rovesciare Yan Song. Successivamente, sotto il patrocinio di Xu, divenne un segretario privato nel 1567, superando Xu stesso e condividendo il potere con il suo rivale politico Gao Gong. Nel 1572, poco dopo l'ascesa al trono dell'imperatore Wanli, Gao fu espulso dall'incarico da Zhang e dal suo alleato, l'eunuco Feng Bao, con l'accusa di aver messo in dubbio la capacità dell'imperatore bambino di governare. Ciò lasciò Zhang come unico Gran Segretario, controllando in effetti l'intera burocrazia Ming durante i primi dieci anni dell'era Wanli.

### Come 47ª Gran Segretario Anziano
Le sue riforme consistevano principalmente in misure fiscali al fine di affrontare le persistenti carenze di entrate che affliggevano il governo. Allo stesso tempo, dal 1573 in poi, furono istituite leggi per rafforzare il monitoraggio e la valutazione dei funzionari, nel tentativo di ripristinare la disciplina in una burocrazia sempre più corrotta. Altre misure importanti includevano il ridimensionamento su larga scala dei funzionari per ottenere risparmi, nonché gli sforzi per recuperare le terre esenti da tasse ed espandere la base delle entrate. Nel 1580, fu istituita la legge sulla frusta unica, commutando tutte le tasse e gli obblighi di lavoro in pagamenti d'argento, mentre fu ordinata anche un'indagine fondiaria a livello di impero.
Negli affari militari, promosse e sostenne generali competenti, come Qi Jiguang, al fine di rafforzare i confini settentrionali dell'impero, con la Grande Muraglia.
Giocò anche un ruolo molto importante come mentore e reggente durante i primi anni del regno dell'imperatore Wanli. Ha fortemente influenzato e guidato l'imperatore durante la sua adolescenza. Tuttavia, la rigida educazione che impose all'imperatore suscitò anche risentimento, mentre i suoi tentativi di centralizzare il governo e migliorare le sue finanze influenzarono gli interessi di ampi settori della burocrazia, portando a frequenti controversie. Un esempio di ciò fu la morte di suo padre nel 1577. Normalmente, questo lo avrebbe obbligato ad entrare in lutto filiale e lasciare il suo posto, ma chiese di rimanere in carica e fu mantenuto dall'imperatore. Nella successiva disputa sulla correttezza delle sue azioni, diversi funzionari avversari furono sottoposti a punizione mediante fustigazione, il che aumentò solo l'impressione della sua natura prepotente.
Le sue politiche fiscali ebbero solo un successo misto, a causa della resistenza istituzionale alle sue riforme. Mentre la situazione fiscale del governo imperiale era molto migliorata e le casse furono riempite d'argento, la maggior parte delle riforme da lui istituite non riuscirono a raggiungere i loro obiettivi, come l'indagine fondiaria in tutto l'impero, o furono rapidamente scartate dopo la sua morte, nel 1582. Allo stesso tempo, il suo stile di vita lussuoso, che includeva pasti con oltre un centinaio di piatti e un palanchino portato da trentadue uomini, lo esponeva ad accuse di ipocrisia anche quando imponeva misure di austerità al resto della burocrazia.
Dopo la sua morte, fu sostituito da Zhang Siwei. Gli oppositori politici accusarono rapidamente lui e Feng Bao di diverse accuse importanti, tra cui corruzione, appropriazione indebita e frazionismo. Di conseguenza, la sua famiglia fu epurata e la sua ricchezza e proprietà confiscate per ordine dell'imperatore Wanli, mentre molti dei suoi alleati politici furono costretti a ritirarsi. La sua reputazione sarebbe stata riabilitata solo più di mezzo secolo dopo, poco prima della caduta della dinastia Ming.

## Il commento ai "Quattro Libri"
Nel 1573, presentò all'imperatore Wanli un commento ai Quattro Libri del canone confuciano, intitolato "Commentario colloquiale sui quattro libri" ("四书直解", Sì Shū Zhíjie). Fu pubblicato tra il 1573 e il 1584. Il libro non fu distrutto durante la sua disgrazia postuma e godette anche di una certa notorietà tra i letterati cinesi quasi un secolo dopo, durante i primi decenni della dinastia Qing, quando diverse edizioni di esso apparvero tra il 1651 e il 1683.
Nella valutazione degli studiosi moderni, ad esempio D.E. Mungello, il suo commento era, nel suo contenuto e significato, non così diverso da quello scritto dal neoconfucianesimo Zhu Xi. I gesuiti rifiutarono il neoconfucianesimo, ma trovarono il suo libro più consono alla loro visione dell'insegnamento di Confucio. Di conseguenza, ci sono numerosi riferimenti al suo lavoro in Confucius Sinarum philosophus, la pionieristica traduzione latina e il commento dei classici confuciani, che era stato gradualmente creato da un grande gruppo di gesuiti per diversi decenni e pubblicato a Parigi nel 1687.

## Nella cultura di massa

### Letteratura
- Zhang Juzheng (Chang Chü-cheng) è un personaggio importante in 1587, un anno senza significato, un libro documentario di Ray Huang sul periodo.

### Filmografia
- Atlantide - La grande muraglia, documentario, interpretato da Gerald Chew.